# La Torcacita
Matilde Sánchez Elías (Tequila, Jalisco, 13 de marzo de 1927-Ciudad de México, 1 de noviembre de 1988), conocida como La Torcacita, fue una cantante mexicana.

## Biografía y carrera
Matilde Sánchez Elías nació el 13 de marzo de 1927 en Tequila, Jalisco, México. Su carrera artística empezó a los siete años en Tamaulipas, donde se había mudado con su familia. Por aquellos años había un programa de concurso infantil en una estación de radio afiliada a la famosa XEW y el premio al primer lugar era un bote enorme de dulces y como a Matilde le encantaban, día cuando ella contaba con sólo 7 años, decidió irse de pinta y en lugar de ir a la escuela, se fue a la radio a concursar ganándose el primer lugar y por consiguiente los dulces que tanto le gustaban y a pesar de su corta edad descubrió que cantaba bien, pero su hermana Faustina al darse cuenta de que no asistió a la escuela, la enfrentó y le dijo que la acusaría con sus papás, pero hábilmente Matilde la convenció para que en lugar de eso, fuera con ella a concursar para ganarse más dulces y así fue como formando un dueto ganaron ese codiciado primer lugar y concursaron varias veces siempre ganando, pero su mamá las descubrió y se terminó el encanto.
Sin embargo, como para Matilde lo más importante era cantar, volvió a la radio y se encontró con la propuesta de un programa en el que ella y Faustina tendrían un espacio para presentarse y los directivos de esa radiodifusora hablaron con sus padres para que dieran su autorización, ellos se negaron pues las niñas estaban estudiando, pero finalmente los convencieron y así fue como nació profesionalmente el dueto de “Las Tapatías” bautizadas así por ser oriundas del estado de Jalisco.
Después de un breve tiempo de estar trabajando en Tampico, el director de la radiodifusora les dijo que cantaban demasiado bien para que se quedaran ahí y les sugirió que fueran a la Ciudad de México a la XEW para continuar su carrera artística a otro nivel, ofreciéndoles una carta de recomendación para el señor Emilio Azcárraga Vidaurreta.
Siempre en compañía de su mamá, Matilde y Faustina de 9 y 12 años respectivamente se dirigen a la Ciudad de México y ya en la XEW no les fue fácil contactar al Sr. Azcárraga, pero la ilusión de Matilde por cantar en la estación de radio más importante, la impulsó hasta conseguir que les hicieran una prueba en la que estuvieron presentes altos ejecutivos de la empresa. La audición fue todo un éxito, recibieron felicitaciones por su calidad de voz y por el singular y diferente estilo interpretativo de Matilde que no se parecía a ninguna de las cantantes ya consagradas del momento, encabezadas por Lucha Reyes.
Como resultado de dicha audición les propusieron que formaran parte del elenco de uno de los programas, pero al señor Azcárraga no le gustó el nombre de “Las Tapatías” porque sonaba muy fuerte y ellas eran unas niñas y después de varias propuestas el Sr. Azcárraga las bautizó con el nombre de “Las Torcacitas”, iniciando con este nombre una corta etapa de éxitos y satisfacciones artísticas, hasta que Faustina al contar con 15 años de edad decide casarse y abandonar la carrera.
Matilde, muy desilusionada al quedarse sola, decide regresar a Tampico y terminar para siempre con sus sueños de ser una gran cantante.
La vida de Matilde siguió su curso normal, hasta que unos meses después llegó a Tampico la famosa compañía artística del señor Paco Miller y el elenco lo encabezada nada más ni nada menos que la señora Lucha Reyes, la Reina y Máxima exponente de la Canción Ranchera del momento, para presentarse en el mejor teatro de la ciudad.

## Muerte
Falleció el 1 de noviembre de 1988. 

## Discografía

### Álbumes recopilatorios
- 15 éxitos de Matilde Sánchez "La Torcacita", versiones originales (RCA/Ariola, 1986)
- 3 voces inolvidables de la canción ranchera: La Torcacita, La Consentida, La Panchita (Sony, 2013)
- XEW, la Voz de la América Latina desde México, presenta a Matilde Sánchez "La Torcacita" (Peerless, 2014)